# Sort arbejde
Sort arbejde defineres som aktiviteter, hvor betalingen er skattepligtig, men hvor køber og sælger i fælles forståelse underlader at opgive betalingen og dermed betale skatten. Typisk vil køber og sælger dele gevinsten ved skatteunddragelsen mellem sig. Betalingen for sort arbejde kan både finde sted kontant og i form af naturalier eller gentjenester. Ved sort arbejde forstås normalt aktiviteter, der i sig selv er lovlige. Betaling for kriminelle aktiviteter som f.eks. bestikkelse og handel med narkotika rapporteres af naturlige grunde normalt heller ikke til skattevæsenet, men regnes normalt ikke med i opgørelsen af sort arbejde.
Sorte handler er handler, hvor køber og sælger enes om at omgå afgiftsbetalingen, f.eks. ved at handle en momspligtig vare momsfrit og holde handlen uden for virksomhedens officielle regnskab. Mens sorte handler derfor principielt udgør en anden form for skatteunddragelse end sort arbejde, behandles de to former ofte under et, f.eks. i studier, der forsøger at belyse omfanget af disse aktiviteter.
Sort arbejde giver anledning til et samfundsøkonomisk effektivitetstab som følge af de forvridninger, det forårsager.
Sort arbejde omtales blandt andet også som måneskinsarbejde. I officielle statistikker indgår det under betegnelsen "ikke deklarerede aktiviteter".

## Udbredelse
Det er i sagens natur svært at måle omfanget af sort arbejde nøjagtigt, da der er tale om aktiviteter, der ligger uden for den officielle sfære. Der findes to forskellige typer tilgange til at finde et skøn for udbredelsen af såvel sort arbejde som det bredere begreb skygge- eller undergrundsøkonomien: Direkte og indirekte metoder. Direkte metoder omfatter spørgeskemaundersøgelser, hvor man (typisk under anonymitet) spørger folk om, i hvilket omfang de har betalt for eller selv udført sort arbejde, og opgørelser over resultaterne ved kontrol, razziaer o.l. fra skattevæsenet. Indirekte metoder omfatter f.eks. opgørelser af mængden af kontanter i omløb eller stigninger i brugen af elektricitet i forhold til BNP. De indirekte metoder fører typisk til højere estimater end de direkte metoder. 
I en international opgørelse fra 2002 vurderedes det, at omfanget af sort arbejde udgjorde mellem 1 og 4 % af det samlede arbejdsmæssige tidsforbrug og mellem 1 og 2 % af BNP i en række nordeuropæiske lande: Norge, Sverige, Tyskland, Storbritannien og Danmark. Det stemmer godt overens med opgørelser af værdien af det sorte arbejde herhjemme, der ifølge undersøgelser fra Rockwool Fondens Forskningsenhed har været nogenlunde konstant over de sidste 15 år. Opgøres den sorte beskæftigelse til den sorte løn, udgør værdien af det sorte arbejde herhjemme ca. 1 % af BNP. Hvis værdien af det sorte arbejdsomfang alternativt opgøres til de hvide priser for tilsvarende ydelser, ville den sorte værditilvækst udgøre 3 % af BNP.
Den samlede skatteunddragelse i Danmark fra sort arbejde blev i 2011 beregnet til 36 mia. kr., hvoraf den undgåede indkomstskat var ca. 25 mia. kr. og den undgåede moms udgjorde 11 mia. kr.

## Økonomiske implikationer
Sort arbejde anses normalt for at være omkostningsfuldt for samfundet, da det fører til en inoptimal udnyttelse af resurserne og har uhensigtsmæssige fordelingseffekter. Den manglende beskatning af det sorte arbejde gør afkastet efter skat større end tilsvarende ydelser udført hvidt. Det medfører, at der tilføres for mange resurser til den sorte sektor, så resurserne (heriblandt kompetencer) ikke længere fordeles optimalt. Det indebærer et samfundsøkonomisk tab. Samtidig udgør både omkostninger til undvigelsesforanstaltninger, dvs. tid og resurser til at skjule sort arbejde og andet skattesnyd for myndighederne, og de resurser, som myndighederne selv bruger i form af arbejdstimer mv. på kontrol, samfundsøkonomiske omkostninger, som i fravær af sort arbejde kunne have været anvendt andetsteds.
De samfundsøkonomiske omkostninger ved sort arbejde i Danmark blev i 2011 opgjort af de økonomiske vismænd. De kom frem til, at effektivitetstabet ved de forvridninger, som kommer af sort arbejde, årligt beløb sig til ca. 14½ mia. kr.

## Sort arbejde i EU's nationalregnskaber
EU-landenes bidrag til det fælles budget i EU er i væsentlig grad baseret på størrelsen af landenes BNI, og det er derfor vigtigt at have retvisende og fælles regler for opgørelsen af denne størrelse for de enkelte lande. Der er derfor fælles EU-retningslinjer for, hvordan de enkelte lande skal korrigere for ikke deklarerede aktiviteter. I Nationalregnskabet for Danmark indgår derfor også et skønnet tillæg for skyggeøkonomien. Dette begreb omfatter såvel udførelsen af sort arbejde som egentlig kriminel aktivitet. I 2010 udgjorde tillægget for skyggeaktiviteter 1,6 % af de samlede udførte arbejdstimer i Danmark. Det "sorte tillæg" ved opgørelsen af produktionen optræder i en række specifikke erhverv, primært autoreparation, hotel- og restaurationsvirksomhed, reparation af bygninger samt detailhandel.

## Den danske befolknings holdning til sort arbejde
Traditionelt har sort arbejde været mere accepteret af danskerne end andre former for skattesnyd, men der er sket et fald i accepten gennem 2000-tallet. Knap to tredjedele af danskerne afviste således i 2013 i en meningsmåling at medvirke til sort arbejde. 24 procent mente, at de havde ret til ikke at blande sig i, om andre udfører sort arbejde for dem.